# Хатидже Аслан
Хатидже Аслан (на турски: Hatice Aslan) e турска актриса.

## Биография
През 1983 г. завършва Държавната консерватория в Анкара.

## Филмография
- Преродена, 2024 - - Невра Явузоглу
- Казвам се Фарах, 2023 - Рахшан
- Ако обичаш много, 2023 – Фюсун Арджалъ
- Докато крием майка ни, 2021 – 2022 – Бенан Демир
- Стъклени тавани, 2021 – Сюрея
- Изумруденият феникс, 2020 – 2021 – Юлфет Кулоглу
- Черна птица, 2019 – Мерием Джебеджи
- Vücut, 2012
- Сезони на любовта, 2010 – 2014 – Зюмрют Ташкъран
- Млечният път, 2010 – Белкъс
- Üç Maymun, 2008 – Хасер
- Düğün Şarkıcısı, 2008 – Шукран
- Bayrampaşa: Ben Fazla Kalmayacağım, 2007
- Hırçın Menekşe, 2003 – Пелин
- A. G. A, 2003
- Hürrem Sultan, 2003 – Махидевран Султан
- Kınalı Kar, 2002 – Лайла
- En Son Babalar Duyar, 2002 – Хюлия
- Ferhunde Hanımlar, 1993 – Нежла
- Deli Balta, 1993 – Роза
- Elif'in Rüyaları, 1992